# Honor Kneafsey
Honor Kneafsey (Inglaterra, 5 de agosto de 2004) es una actriz británica, conocida por su papel de voz como Robyn Goodfellowe en Wolfwalkers.
Kneafsey comenzó su carrera como actriz infantil, apareciendo en papeles como June, la hija menor de la figura histórica George Mottershead, en el drama de BBC1 Our Zoo (2014), Christine en la película The Bookshop (2017) y Josephine Leonides en La casa torcida (2017). Ha realizado numerosas apariciones en televisión, cine y teatro del West End.

## Filmografía

### Películas
| Año  | Título                                | Papel                   | Notas          |
| ---- | ------------------------------------- | ----------------------- | -------------- |
| 2012 | Scrubber                              | Niña                    |                |
| 2014 | Abducted                              | Lara Hollis             |                |
| 2015 | Miss You Already                      | Scarlett                |                |
| 2017 | Butterfly Kisses                      | Lilly                   |                |
| 2017 | The Bookshop                          | Christine               |                |
| 2017 | La casa torcida                       | Josephine Leonides      |                |
| 2017 | Slumber                               | Emily Morgan            |                |
| 2017 | A Christmas Prince                    | Princesa Emily          |                |
| 2018 | A Christmas Prince: The Royal Wedding | Princesa Emily          |                |
| 2019 | A Christmas Prince: The Royal Baby    | Princesa Emily          |                |
| 2020 | Legacy of Lies                        | Lisa                    |                |
| 2020 | Wolfwalkers                           | Robyn Goodfellowe (voz) |                |
| TBA  | Chocolate Cake                        | Sammy                   | Pre-producción |

### Televisión
| Año       | Título                    | Papel                   | Notas                                           |
| --------- | ------------------------- | ----------------------- | ----------------------------------------------- |
| 2011      | How Not to Live Your Life | Samantha niña           | 1 episodio                                      |
| 2012-2017 | Sherlock                  | Niña / Niña en el avión | 2 episodios                                     |
| 2014      | Friday Night Dinner       | Katie                   | 1 episodio                                      |
| 2014      | Our Zoo                   | June Mottershead        | Miniserie de televisión                         |
| 2015      | X Company                 | Annie                   | Piloto                                          |
| 2015      | Black Work                | Melly                   | Miniserie de televisión                         |
| 2016      | Siblings                  | Lily                    | 1 episodio                                      |
| 2016-2017 | Benidorm                  | Jodie Dawson            | Papel recurrente, 11 episodios (temporadas 8-9) |
| 2017      | Babs                      | Barbara Ann Deeks       | Película de televisión                          |
| 2018      | Sick Note                 | Beth                    | 1 episodio                                      |

### Teatro
| Año  | Título     | Papel | Ref.  |
| ---- | ---------- | ----- | ----- |
| 2022 | The Trials | Ren   | [ 4 ] |